# Tomás Eastman

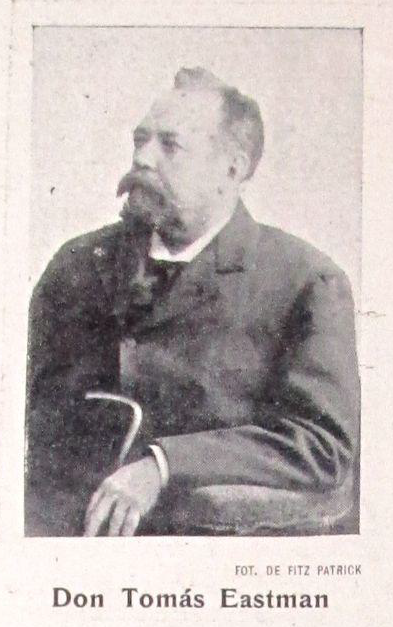

Tomás Eastman Quiroga (Ovalle, 17 de junio de 1841 - Valparaíso, 4 de abril de 1890) Ingeniero, empresario y político chileno. Primer alcalde de Valparaíso.

## Vida
Hijo de Edmundo Eastman White y de Tomasa Quiroga Darrigrande, y hermano de Adolfo Eastman Quiroga.Se educó en Londres; y más tarde se tituló de Ingeniero Civil.
Se casó el 10 de noviembre de 1869, con Sofía Cox Bustillos, con quien tuvo siete hijos varones y dos hijas mujeres.
Ejerció su profesión como empresario y constructor de obras públicas. Tuvo a su cargo una importante obra, como fue los Almacenes de la Aduana en Valparaíso. Contratista a cargo de la construcción del Ferrocarril de Santiago a Valparaíso; de San Felipe a Santa Rosa de Los Andes en 1872; y de San Fernando a Curicó. 
También estuvo a cargo de la construcción y reconstrucción del malecón de Valparaíso. El primer malecón fue destruido por el gran temporal que hubo en la zona, en julio de 1870.
Integró las filas del Partido Liberal.
Entre otras actividades, fue municipal de Valparaíso en dos periodos consecutivos y primer alcalde del Puerto.
Al término de la guerra del Pacífico, le correspondió recibir al ejército vencedor al mando de Manuel Baquedano, en Valparaíso al llegar al puerto el 11 de marzo de 1881.
Terminada la guerra, se dedicó a las actividades agrícolas, en su hacienda de Limache, que compró a su hermano Adolfo y que perteneció a José Tomás Urmeneta.
Fue elegido diputado propietario por Limache, período de 1888-1891; integró la Comisión Permanente de Hacienda e Industria; miembro de la Comisión Conservadora para el receso 1889-1890. Su suplente, Ricardo Waddington Echiburú, se incorporó el 10 de junio de 1890. 
Se destacó por ser un hombre íntegro, muy patriota y preocupado de ayudar a los habitantes de Limache, lugar al que representó en el Congreso.
Falleció en Valparaíso, el 4 de abril de 1890, a los 48 años de edad.